# تریسفات
تریسفات (به انگلیسی: TRISPHAT) با فرمول شیمیایی [C۱۶H۳۶N][C۱۸Cl۱۲O۶P] یک ترکیب شیمیایی است. که جرم مولی آن ۱۰۱۱٫۰۶ می‌باشد. شکل ظاهری این ترکیب، جامد بی‌رنگ است.